# Shawnee (volk)
De Shawnee, Shaawanwaki, Ša·wano·ki, Shaawanowi lenaweeki of Shawano zijn een inheems volk in de Verenigde Staten. Van oorsprong bewoonden de Shawnee delen van Ohio, West Virginia, Kentucky en Pennsylvania.
De Shawnee zijn een Algonkin-sprekende Eastern Woodland Culture, inheems aan de oostelijke wouden van Noord Amerika en taalkundig verwant aan de Sauk- en Fox-stammen. Tegenwoordig zijn er drie federaal erkende Shawnee-stammen: de Absentee-Shawnee, Eastern Shawnee en de Loyal Shawnee (soms Cherokee Shawnee genoemd). Ze zijn alle drie uit hun gebieden verdreven naar Oklahoma. 

## Naam
Shawnee komt van shawun of shawunogi en betekent in het Algonkin 'zuidelijke'. De naam refereert naar hun plaats van herkomst in de Ohio Riviervallei (Ohio, Indiana, een deel van Pennsylvania, West Virginia, Kentucky, Tennessee en Michigan). Ten minste één groep migreerde naar het zuidoosten en zij noemden zich Shawano.

## Geschiedenis
De culturele herkomst van de Shawnee stamt van bijna 3000 jaar terug. De Shawnee hadden banden met de traditie van de Mound Builders en leefden duizenden jaren in hetzelfde gebied.
Volgens veel historici waren de Shawnee afstammelingen van de Fort Ancientcultuur (1060-1760). Vanuit archeologisch perspectief behoren de Shawnee tot de Woodland-periode, die 2 tot 3000 jaar geleden begon. 
Het is nog onduidelijk welke groep de voorouders van de Shawnee was, maar aangenomen wordt dat het Algonkin, Fort Ancient, Delaware (de Shawnee noemden hen 'grootvaders') of Kickapo was. De Shawnee kunnen het spoor gevolgd hebben van de Adena-moundbuilders, die honderden 'mounds' als grafheuvels oprichtten in wat Shawneeland zou gaan heten. Maar waarschijnlijker kwamen de Shawnee later aan en verbaasden ze zelf zich over deze aardwerken.      
Twee van de belangrijkste leiders uit dit volk zijn de broers Tecumseh en the prophet. Zij hebben in het begin van de 19de eeuw de Amerikanen proberen tegen te houden. De Amerikanen wilden het territorium ten westen van de Mississippi veroveren. Tecumseh wou samen met de Britten en andere Indiaanse stammen de Amerikanen bestrijden. Hij trok het westen in om stammen te verzamelen, maar ze geloofden hem niet. Omdat hij niet genoeg stammen aan zijn kant kreeg was hij niet sterk genoeg om de Amerikanen tegen te houden.

## Religie
De Shawnee geloven in alomtegenwoordige geesten, die wonen in al wat leeft (zoals vissen, dieren, bomen) en in elke fysieke plek (zoals aarde, water, Zon, Maan en sterren). Ze kennen rituelen voor de 'Vier Winden', 'Aarde Moeder' en 'Koren Vrouw'. Ze hebben een Brood Dans in de lente en de herfst. Als een jager een dier had gedood, werd dank betuigd om de geest van het dier te kalmeren. Tabak werd in het kampvuur gesprenkeld om met de rook een gebed mee de ether in te voeren. Bijna elke Shawnee heeft een fetisj om indien nodig bovennatuurlijke hulp af te smeken. 
De 'heilige mannen' of sjamanen waren in elk kamp en iedere stad onder de meest gerespecteerde leden van de stam. Heilige mannen werden geëerd om hun unieke verstandhouding met de geestenwereld. De Weasaloageethee skee (mannelijke of vrouwelijke heksen) werden gevreesd, omdat ze met hun spirituele kracht bijdroegen aan Motshee Monetoo (de kwade geest), de tegenpool van Waasshaa Monetoo, de Grote Geest van de Shawnee mythe. 
Waashaa Monetoo herschiep de wereld nadat deze door de Vloed was verwoest. Omwille van de enige overlevende, de oude vrouw Waupoathee, ging Waashaa Monetoo ermee akkoord de wereld opnieuw te bevolken. Zij werd gezien als de Grootmoeder van de Shawnee. Ze maakte zich zichtbaar in de vorm van de maan. De Shawnee geloofden dat zij de eerste mensen waren, die de wereld opnieuw bevolkten en dat ze aan de oevers van de Savannah River in het midden van Noord Amerika waren geplaatst. Als zijn uitverkoren volk gaf Waashaa Monetoo de Shawnee een deel van zijn hart en een heilige bundel van objecten, die hielpen om in nood spirituele hulp op te roepen. 
De eerste van de 'eerstgeborenen' waren de Mekoche, Samen met de Hathawekela, Pekowi, Kispoko en Chillicothe vormden zij de vijf afdelingen van de Shawnee. De Mekoche bewaakten als eerstelingen de heilige bundel van Waashaa Monetoo. Ondanks hun idee van superioriteit, zagen de Shawnee hun buren als familie: de Delaware als 'grootvaders', de Irokezen en Wyandot als 'ooms' of 'oudere broeders' en de Kickapoo als 'eerste broeders'. Toch verwachtten de Shawnee dat andere stammen hún oorlogsgeesten eerden en de geesten van de Shawnee erkenden als superieur aan die van henzelf.
Ongeluk werd door de Shawnee gezien als het gevolg van een verslechterde verhouding tot de Grote Geest Waashaa Monetoo. De Grote Geest toonde op die manier zijn ontevredenheid.